# Maximilian Weinzierl
Maximilian Weinzierl (* 22. März 1997 in Wien) ist ein österreichischer Politiker der Freiheitlichen Partei Österreichs (FPÖ). Im Juni 2023 wurde er Bundesobmann des Rings Freiheitlicher Jugend (RFJ), seit dem 24. Oktober 2024 ist er Abgeordneter zum Nationalrat.

## Leben

### Ausbildung und Beruf
Maximilian Weinzierl besuchte nach der Volksschule in Maria Enzersdorf die Unterstufe am Bundesgymnasium und Bundesrealgymnasium Keimgasse Mödling. Von 2011 bis 2013 absolvierte er die Vienna Business School Mödling und anschließend die Vienna Business School in der Wiener Akademiestraße, wo er 2017 maturierte. An der Hamburger Fern-Hochschule studierte er von 2019 bis 2022 Betriebswirtschaftslehre/Business Administration.
Seit 2015 ist er Mitglied der Katholisch Österreichischen Studentenverbindung (KöStV) Thuringia Wien im Mittelschüler-Kartell-Verband (MKV). Von Dezember 2017 bis Mai 2019 war er im Bundesministerium für öffentlichen Dienst und Sport als persönlicher Referent des Vizekanzlers Heinz-Christian Strache tätig. Seit 2020 ist er mit dem Familienunternehmen (3. Generation) Weinzierl Cosmetic selbständig.

### Politik
Im Ring Freiheitlicher Jugend (RFJ) folgte er im Juni 2021 Franz Lindenbauer als Landesobmann in Wien nach. Im Juni 2023 wurde er als Nachfolger von Maximilian Krauss zum Bundesobmann des RFJ gewählt. Seit 2023 ist er FPÖ-Bezirksparteiobmann im Wiener Gemeindebezirk Brigittenau.
Für die Nationalratswahl 2024 wurde er von der FPÖ auf dem 12. Platz im Landeswahlkreis Wien, als Spitzenkandidat im Regionalwahlkreis Wien Innen-Ost sowie auf Platz 21 der Bundesliste nominiert. In der konstituierenden Sitzung der XXVIII. Gesetzgebungsperiode am 24. Oktober 2024 wurde er über ein Mandat der Bundesliste als Abgeordneter zum Nationalrat angelobt.